# 国民議会 (オーストリア)
国民議会（こくみんぎかい、ドイツ語: Nationalrat）とは、オーストリア共和国の代議機関。国民議会は二院制である同国議会の下院に相当し、連邦各州の州議会で選ばれた議員によって構成される連邦議会 (上院) とは互いに独立して設置されており、連邦全体にかかわる特別な案件については両院が連邦会議を合同で開く。

## 歴史

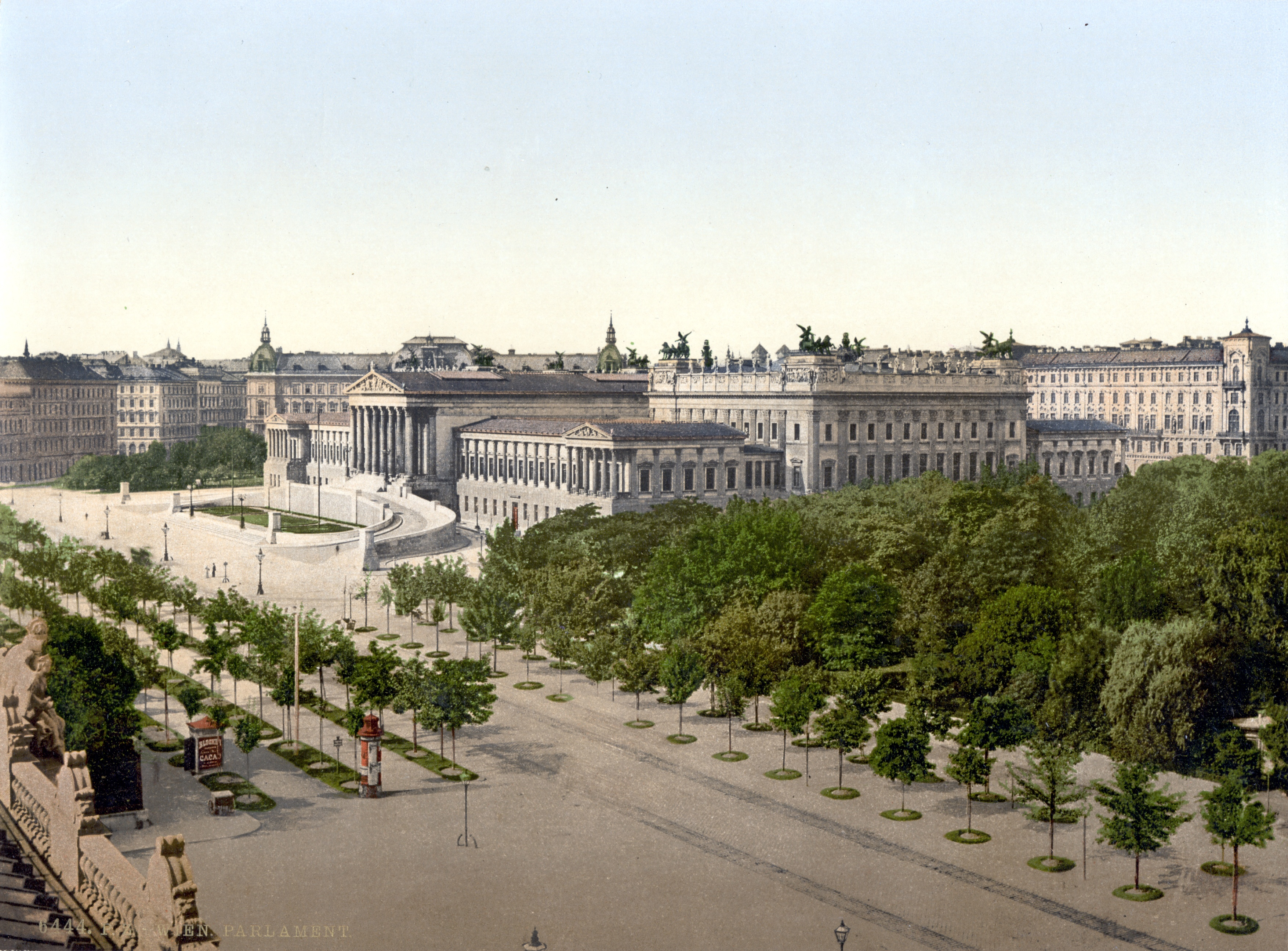
1900年ごろの議事堂

第一次世界大戦が終結してまもなく、旧オーストリア帝国が解体されていく中で1918年10月21日に旧帝国議会のドイツ系議員団によってカール・ザイツを議長とするドイツオーストリア暫定国民会議 (Provisorische Nationalversammlung für Deutschösterreich) が招集された。
その後同月30日に暫定議会の議員は自分たちの中から行政執行機関として「ドイツオーストリア国家評議会」 (Deutschösterreichischer Staatsrat) を選出し、議長（大統領に相当）にはカール・ザイツ、首相にカール・レンナーがそれぞれ就き、同機関は新国家初の政権を担うこととなった。また11月12日には、ハプスブルク＝ロートリンゲン家最後の皇帝カール1世が国事不関与宣言 (Vortag auf jeden Anteil an den Staatsgeschäften) を前日に発出したことを受けて、暫定国民会議は「ドイツオーストリアの国家ならびに政府の形態に関する法律」 (Gesetz über die Staats- und Regierungsform von Deutschösterreich) を制定した。その第1条には、『ドイツオーストリアは民主的な共和国である。すべての公権力は国民のために行使される。』とうたい、第2条では『ドイツオーストリアはドイツ共和国を構成する一邦である。』という書き出しで始められている。
またアメリカ合衆国大統領ウッドロウ・ウィルソンが唱えた民族自決原則については、ベーメン、メーレン、シュレージエン、南ティロルからも議員が参加したが、ドイツオーストリア政府はそれらの地域のドイツ語圏に関する対応に苦慮した。
1919年2月16日に憲法制定国民会議選挙が実施されるが、実際に議会が開かれたのはサン＝ジェルマン条約で領土が確定された後の同年秋のことであった。この選挙はオーストリア史上初の、領土内に居住するすべての成人国民による投票が実現した。この選挙で選出された議員は憲法制定国民会議で1920年施行のオーストリア連邦憲法について協議を開始した。
カール・レンナー政権がその内容の決定に関与することができなかったサン＝ジェルマン条約は、オーストリアでは平和条約として受け止められて批准されたが、1919年10月21日に招集された国民会議ではその権限が旧オーストリア領のドイツ語圏に及ぶことはなくなった。またドイツオーストリアという国号もサン＝ジェルマン条約の規定によりドイツとの合邦が不可能となったことから変更が迫られ、オーストリア共和国と改められた。その後オーストリアは1921年にハンガリー王国から同国西部のドイツ語圏であるブルゲンラントを割譲された。
1920年に国民会議は国民議会と改められ、第一共和政期においてすでに現在と同じく183議席の議院となっていたが、その後1925年に165議席に削減された。第一共和政期において国民議会は保守派の政権と、1920年以降は下野していた社会民主労働党との激しい対立の場となった。ところが1929年に保守派が求めてきた連邦大統領の権限強化を盛り込んだ連邦憲法の改正が決定する。このとき社会民主労働党との間で、連邦大統領がこの改正で新設された権限を行使するさいには連邦政府の提議を要するということで妥協され、この原則は現在でも継承されている。
1933年3月4日、カール・レンナー、ルドルフ・ラメク、ゼップ・シュトラーフナーの国民議会の3人の議長が相次いで辞任するという、連邦憲法やそのほかの規程でも想定していない事態が起こり、これに目をつけた当時の連邦首相エンゲルベルト・ドルフースは議会の機能を停止させ、また警察機構を利用して議会の活動再開を阻んだ。
またドルフースは連邦憲法上の権限を用いて第一次世界大戦終結後も効力を有していた1917年の戦時経済授権法を濫用し、左翼勢力および隣国ドイツのナチスに呼応する大ドイツ主義勢力の弾圧に踏み切った。さらに1934年2月に起こった、社会民主党系の準軍事組織とキリスト教社会党系の準軍事組織や警察などとの間で起きた大規模な武力衝突（2月内乱）をきっかけに、社会民主党や労働組合を解散させ、1934年5月1日から独裁体制に転換させた。その後4年間議会は停止され、キリスト教社会党から組織された祖国戦線がオーストリアを支配し、1938年3月12日のナチス・ドイツとの「アンシュルス」までこの体制が続いた。このナチス時代の間、議事堂はガウハウス（Gauhaus 大管区庁舎）と呼ばれた。
1945年11月25日には1930年以来行われてこなかった国民議会選挙が実施され、1971年には議席数が183に戻った。1995年1月1日にオーストリアが欧州連合に加盟してからは、国民議会は国内での最高位の立法機関ではなくなった。2007年には選挙法が改正されて、2008年に行われた第24回国民議会総選挙以降に選出された議員の任期は5年となった。またこの改正では選挙権を有するようになる年齢が、従来の18歳以上としていたものを16歳以上に引き下げられた。

## 権限
国民議会における連邦法の制定には、全議員の3分の1以上が出席してその過半数の賛成を得ることを要する。同様に国民議会自身の解散ならびに連邦政府および個別の閣僚の不信任を決議することができる。連邦議会で否決された案件を国民議会で再可決するときは、全議員の半数以上が出席して、その過半数が賛成することが求められる。連邦憲法の修正に関する法律の制定には全議員の半数以上の出席の上で、その3分の2以上の賛成が必要となる。

### 立法
法案の提出は国民議会の議員および委員会、連邦政府、連邦議会が行うことができ、また国民も請願という形態で法案を提出できる。ただ実際には、ほとんどの法案は連邦政府から提出されている。

### 行政への関与
国民議会は連邦政府に対して同意や承認といった行為を行い、また憲法裁判所の判事の任命にあたっては協力し、会計検査院長官を選出する。

### 大統領代行
連邦大統領が職務不能となって20日目以降は議長及び第二議長、第三議長から成る幹部会が、共同代行する。連邦大統領の不在が長期に及ぶ（あるいは死亡した）場合、国民議会議長は直ちに国家元首としての権能を継承する（連邦憲法第64条第1項）。

## 連邦政府に対する監督
国民議会は法律面において、法令違反や刑事法上の犯罪行為によって連邦首相や閣僚を訴追することができる。また政治面では、連邦政府の行政行為に関する質疑や調査委員会の設置、不信任決議を採択を行うことができる。財政面では、連邦政府の財政に関する法令や、連邦政府から提出された決算報告書の決議を行う。

### 議員

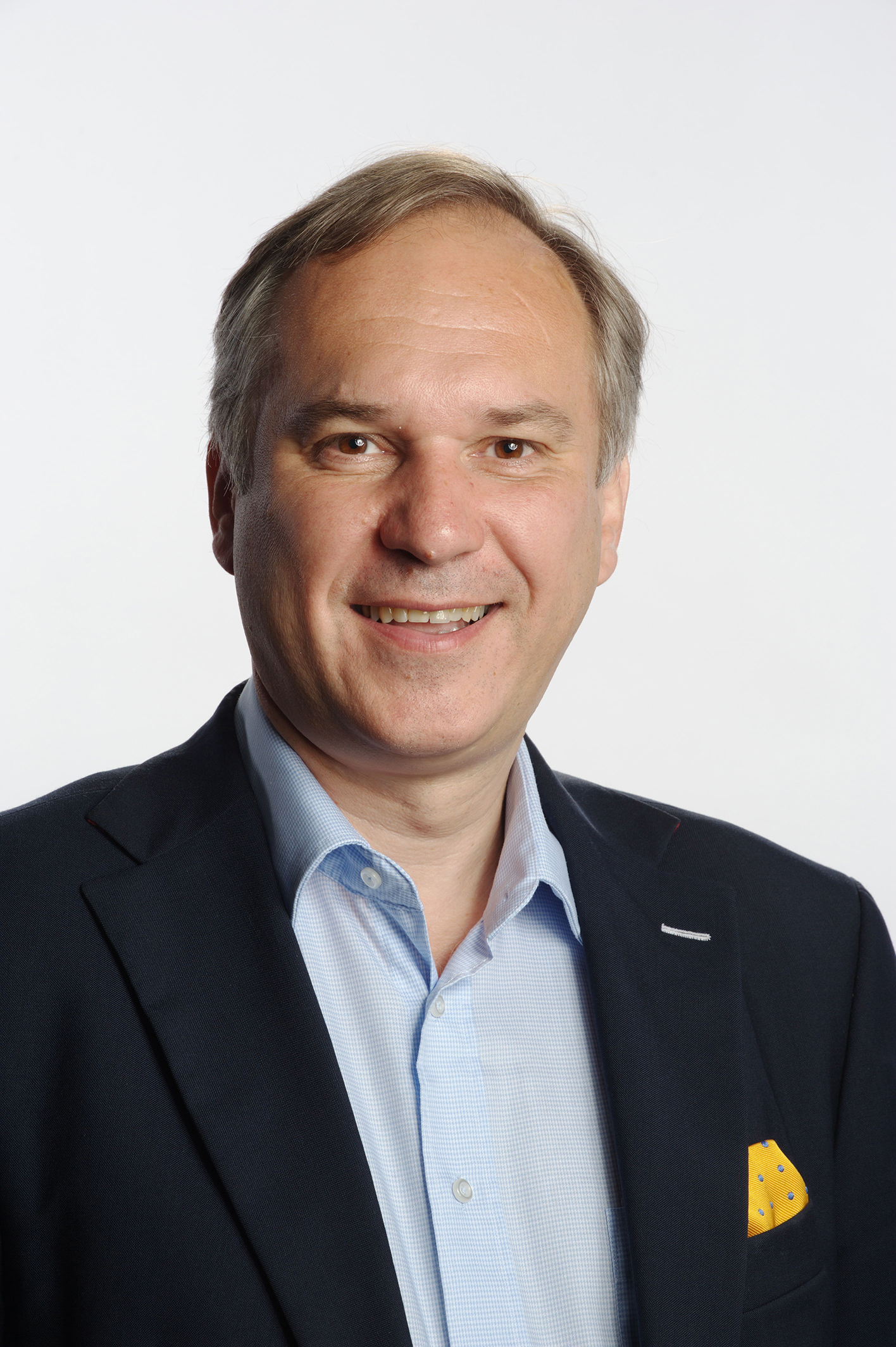
第1議長ワルター・ローゼンクランツ

国民議会の定数は183である。選挙直後に招集される国民議会ではまず正議長である第1議長と、その代行を務める第2議長と第3議長を選出する。国民議会は議長選出にあたって政治会派の勢力に拘束されるものではないが、1920年以降の慣例として第1議長は最大会派から選出することになっている。2024年9月に実施された総選挙後は、第1議長に自由党のワルター・ローゼンクランツが、第2議長に国民党のペーター・ハウブナーが、第3議長に社会民主党のドリス・ビュレがそれぞれ就任した。
民主主義国の多くで見られるように、オーストリアにおいても議員には以下のような不逮捕特権が与えられている。
- 議員職務上の不逮捕 - 議員は議会が同意しない限り刑事訴追を免れる。
- 議員職務外の不逮捕 - 議員に対して犯罪に関与したという容疑を向ける場合、司法機関は国民議会の委員会において免責の効力を排するという決定がなされて初めて捜査を行うことができる。これにより議員は行政権の裁量や権限の濫用から保護される。このような免責規定がなければ、国民議会での採決で結果が僅差であると見込まれる場合に、政権にとって都合の良い逮捕がなされることになりかねず、国民の負託を受けた機関としての国民議会の価値が損なわれることになる。

議員各人は憲法により国民から負託された権限を自由に行使することができ、またいかなる命令も受けることはない。また議員として採択のさいの投票や発言について指図を受けることはない。緊迫した状況においては各政党が「緊密な投票行動」を実施する努力が求められるが、政党が議員に対して4年で辞めるよう圧力をかけることは違法であるとみなされている。また心理的抑圧や次の選挙で比例代表名簿に記載しないといった見方を示すということも同様に違法性を持つと考えられている。そのため議会各会派は所属する議員が自らの良心に従って採決に欠席したとしても、それを受容しなければならない。

## 委員会
国民議会において議会会派は任期ごとに委員会の委員を出し、動議の議論や本会議での決議を用意する。
委員会には憲法の規定で必ず設置しなければならないものに加えて、必要に応じて設置することができるものもある。2006年までの第22期目の国民議会の委員会は36個設置されていた。その中には以下のようなものがあった。
- 常任委員会
  - 総務委員会
  - 監査委員会
  - 免責委員会
  - 予算委員会
- 非常任委員会
  - 司法委員会
  - 社会委員会
  - 国防委員会
  - そのほかの各調査委員会

## 最近の選挙結果

Ergebnisse der Nationalratswahlen seit 1945 bis 2024

| 政党 | 政党     | 政党           | 2002 | 2006 | 2008 | 2013 | 2017 | 2019 | 2024 |
| ---- | -------- | -------------- | ---- | ---- | ---- | ---- | ---- | ---- | ---- |
|      | ÖVP      | 国民党         | 79   | 66   | 51   | 47   | 62   | 71   | 51   |
|      | SPÖ      | 社会民主党     | 69   | 68   | 57   | 52   | 52   | 40   | 41   |
|      | FPÖ      | 自由党         | 18   | 21   | 34   | 40   | 51   | 31   | 57   |
|      | GRÜNE    | 緑の党         | 17   | 21   | 20   | 24   | 0    | 26   | 16   |
|      | NEOS     | NEOS           | -    | -    | -    | 9    | 10   | 15   | 18   |
|      | PILZ     | ピルツ党       | -    | -    | -    | -    | 8    | 0    | -    |
|      | Stronach | シュトロナハ党 | -    | -    | -    | 11   | -    | -    | -    |
|      | BZÖ      | 未来同盟       | -    | 7    | 21   | 0    | -    | 0    | -    |
|      |          |                | 183  | 183  | 183  | 183  | 183  | 183  | 183  |

出典：Österreichischer Nationalrat - Sitzplan im Plenarsitzungssaal
- 2006年の総選挙では社会民主党と自由フォーラム (LIF) が合同で比例代表名簿を作成し、自由フォーラムに所属する候補が1名当選した。
- 未来同盟は2005年4月4日に自由党から分裂して結成された会派である。自由党に所属していた国民議会議員の多くが未来同盟に移った。なお政党としての組織は分裂したものの、議院内において両党は会派 Freiheitlicher Klub を結成している。
- 2019年10月23日、自由党所属のPhilippa Strache（英語版）が除名された。